# Unsane
Unsane é uma banda de metal alternativo/hardcore punk dos Estados Unidos, formada em 1988 na cidade de Nova Iorque.

## Membros

### Atuais
- Chris Spencer: guitarra e vocal (1988 - presente)
- Dave Curran: baixo (1994 - presente)
- Vinnie Signorelli: percussão (1992 - presente)

### Antigos
- Pete Shore: baixo (1988 - 1994)
- Charlie Ondras: percussão (1988 - 1992)

## Discografia

### Álbuns de estúdio
- Unsane - 1991
- Total Destruction - 1994
- Scattered, Smothered & Covered - 1995
- Occupational Hazard - 1998
- Blood Run - 2005
- Visqueen - 2007

### Compilações
- Singles 89-92 - 1993
- Lambhouse: The Collection 1991-1998 - 2003

### Ao vivo
- Peel Sessions - 1994
- Amrep Xmas - 1995
- Attack In Japan - 1995